# Hiệp hội phê bình phim Detroit
Hiệp hội phê bình phim Detroit (tên gốc tiếng Anh: Detroit Film Critics Society) là tổ chức phê bình điện ảnh có trụ sở tại Detroit, Michigan, Hoa Kỳ. Tổ chức được thành lập vào năm 2007, bao gồm một nhóm hơn 20 nhà phê bình phim. Để trở thành một thành viên, nhà phê bình phải đánh giá ít nhất mười hai bộ phim mỗi năm trong một ấn phẩm lâu đời, với số lượng không quá hai phim trên mỗi ấn phẩm được nhận. Tổ chức trao giải thưởng thường niên vào cuối năm, cho những phim điện ảnh hay nhất của năm trước đó.

## Hạng mục
- Phim điện ảnh xuất sắc nhất
- Đạo diễn xuất sắc nhất
- Nam diễn viên chính xuất sắc nhất
- Nữ diễn viên chính xuất sắc nhất
- Nam diễn viên phụ xuất sắc nhất
- Nữ diễn viên phụ xuất sắc nhất
- Dàn diễn viên xuất sắc nhất
- Kịch bản xuất sắc nhất
- Diễn xuất đột phá
- Phim tài liệu xuất sắc nhất
- Phim hoạt hình xuất sắc nhất
- Sử dụng âm nhạc xuất sắc nhất